# Parechthrodryinus combretae
Parechthrodryinus combretae är en stekelart som först beskrevs av Jean Risbec 1951.  Parechthrodryinus combretae ingår i släktet Parechthrodryinus och familjen sköldlussteklar. Inga underarter finns listade i Catalogue of Life.